# Ica, Peru
Se även Ica (departement).

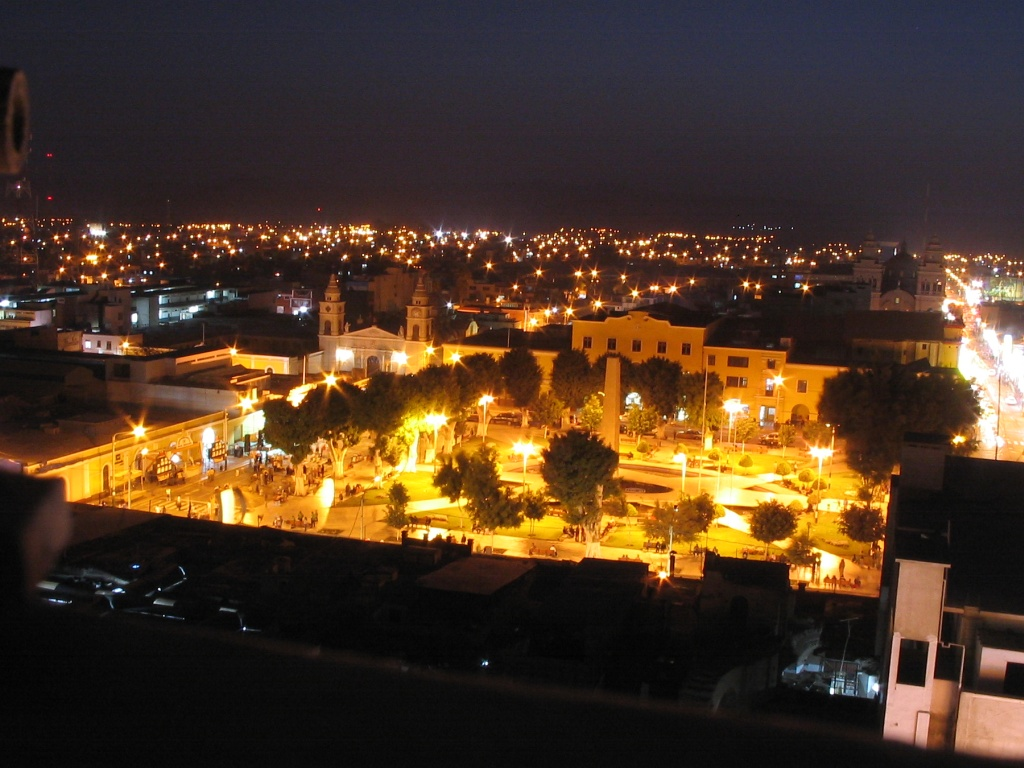
Bild från stadens torg.

Ica är en stad i mellersta Peru och är belägen i floden Icas dalgång, cirka 200 kilometer sydost om Lima. Ica är den administrativa huvudorten för departement Ica samt provinsen med samma namn, och är bland annat känd för vindrycken Pisco. Folkmängden uppgick till 244 390 invånare 2015.
Staden ligger cirka 50 kilometer från havet och har många vinodlingar i omgivningen. Staden är känd för sitt museum med mumier med krympta skallar från förcolumbiansk tid. Staden ligger omgiven av stora sanddyner där man bland annat kan sandboarda. Ica var en av de städer som drabbades hårdast av jordbävningen i Peru 2007.